# Изложба „Плакете, ситна пластика” (1967)
Изложба „Плакете, ситна пластика” се одржала у периоду од 27. септембра до 6. октобра 1967. године у галерији Удружења ликовних уметника Србије, у улици Теразије 2 у Београду.

## Уметнички савет
Избор радова за изложбу је обавио Уметнички савет вајарске секције Удружења ликовних уметника Србије:
- Милан Верговић, председник
- Матија Вуковић
- Олга Јеврић

## Излагачи
1. Милан Бесарабић
2. Коста Богдановић
3. Матија Вуковић
4. Јован Ервачиновић
5. Олга Јеврић
6. Селимир Селе Јовановић
7. Вида Јоцић
8. Мира Јуришић
9. Даница Младеновић Кокановић
10. Еуген Кочиш
11. Момчило Крковић
12. Ото Лого
13. Мира Сандић Марковић
14. Мирослав Николић
15. Божидар Обрадовић
16. Михајло Паун Пауновић
17. Владислав Петровић
18. Славка Средовић Петровић
19. Екатарина Ристивојев
20. Сава Сандић
21. Живојин Стефановић
22. Љубица Тапавички
23. Милан Четник